# Antipositive, Pt. 1
Antipositive, Pt. 1 è il terzo album in studio del gruppo musicale russo Little Big, pubblicato l'8 maggio 2018.
L'album, da cui sono stati estratti quattro singoli, è il primo di due parti.

## Antefatti
L'uscita e l'ideazione di un nuovo album è stata annunciata la prima volta dalla stessa band durante un concerto a Mosca. Il 25 dicembre dello stesso anno, la rivista online Knife pubblicò un servizio fotografico-intervista dalle riprese del video musicale di Lolly Bomb, in cui Il'ja Prusikin annunciò il nome dell'album, "Antipositive".
Altre informazioni riguardo l'album sono state rivelate il 3 aprile 2018 dal disc jockey della band Sergej Makarov, dicendo che l'album sarebbe stato diviso in due parti. Pochi mesi dopo, l'8 maggio l'album fu completato e distribuito assieme al videoclip della canzone Punks not dead.

## Tracce
Testi di Il'ja Prusikin e Femi Adebogun, tranne dove indicato.
1. Punks Not Dead – 2:19 (musica: Il'ja Prusikin, Viktor Sibrinin)
2. AK-47 – 3:03 (musica: Ljubim Homčuk, Il'ja Prusikin, Viktor Sibrinin)
3. Antipositive – 3:34 (musica: Ljubim Homčuk, Il'ja Prusikin)
4. Faradenza – 2:30 (testo: Džarahov Ėldar Kazanfarovič, Alina Pjazok, Il'ja Prusikin, Femi Adebogun – musica: Ljubim Homčuk, Il'ja Prusikin, Viktor Sibrinin)
5. Lolly Bomb – 3:54 (musica: Ljubim Homčuk, Il'ja Prusikin)
6. Voice of Hell – 3:00 (testo: Il'ja Prusikin – musica: Ljubim Homčuk, Il'ja Prusikin)
7. Hate You – 2:05 (testo: Il'ja Prusikin – musica: Il'ja Prusikin, Viktor Sibrinin)
8. Love Is Dead – 3:51 (musica: Il'ja Prusikin, Viktor Sibrinin)

Durata totale: 24:16